# Oscar Bocchi
Oscar Bocchi (Milano, 12 ottobre 1902 – ...) è stato un calciatore italiano, di ruolo difensore.

## Carriera

### Giocatore
Esordisce appena diciottenne con la maglia dell'Inter contro il Casteggio, incontro terminato 5-3 per i nerazzurri, il 24 ottobre 1920. Rimane nella rosa della prima squadra per due stagioni raccogliendo 7 presenze totali, per poi lasciare il calcio giocato senza giocare in nessun altro club.